# 第三次瓜分波蘭
第三次瓜分波蘭（英語：Third Partition of Poland），發生於1795年，是連續瓜分波蘭事件中的最後一次。波蘭立陶宛聯邦的土地被普魯士、奧地利帝國及俄羅斯帝國所瓜分，結束波蘭立陶宛聯邦的國家主權，直至1918年。
瓜分國間約定要將波蘭的名稱，消失於歷史以及他們各自的百科全書，以遏制波蘭社會的異議和民族情緒。當這些資料或法律文書需提及波蘭或波蘭人民時，常以波蘭各具歷史性地區的名稱來取代，如馬索維亞（Masovia）等。這種刻意的模糊化，引發波蘭各地多次的起義事件。
第三次瓜分和瓜分本身，在現代波蘭、學術圈和公共談論時，仍是個具爭議性的話題，尤其是在提到波蘭和俄羅斯的關係時，俄羅斯是歷次瓜分波蘭的最大受益者，最後波蘭在1918年獨立。

## 背景
1772年第一次瓜分波兰后，为了加强被严重削弱的联邦，斯坦尼斯瓦夫·奥古斯特国王实施了一系列改革，以加强波兰的军事、政治制度、经济和社会。这些改革随着1791年五月宪法的颁布而达到高潮，该宪法建立了分为三个政府部门的君主立宪制，加强了资产阶级，废除了许多贵族的特权以及许多旧的农奴制法律。此外，为了加强波兰的国际地位，斯坦尼斯瓦夫国王签署了1790年的《波兰-普鲁士联盟条约》。由于被视为危险的雅各宾式改革，俄罗斯于1792年入侵波兰，开始了保卫宪法的战争。1793年，波兰被普鲁士盟友抛弃，被希望恢复他们在五月宪法下失去特权的波兰贵族背叛，被迫签署第二次瓜分协议，将多布津、库亚维亚和大波兰的大部分割让给普鲁士，将波兰东部从摩尔达维亚到利沃尼亚的所有省份割让给俄罗斯，使波兰的面积减少到第一次瓜分前的三分之一。
波兰民众对邻国对波兰的进一步羞辱和波兰贵族的背叛感到愤怒，并对法国大革命的爆发感到鼓舞，迅速转向反对普鲁士和俄罗斯的占领军。在一系列全国性的骚乱之后，1794年3月24日，波兰爱国者塔德乌什·柯斯丘什科（Tadeusz Kościuszko）接管波兰武装部队，并宣布在全国范围内起义反对波兰的外国占领者，标志着柯斯丘什科起义的开始。叶卡捷琳娜二世和腓特烈·威廉二世迅速作出反应，尽管科希丘什科的部队取得了初步成功，但起义于1794年11月被镇压。根据传说，当柯斯丘什科在马切约维采战役中从马上摔下来时，就在他被捕前不久，他说“Finis Poloniae”，在拉丁语中的意思是“[这是]波兰的终结”。

## 执行
奥地利、普鲁士和俄罗斯代表于1795年10月24日会晤，解散波兰立陶宛联邦，三个征服国于1797年1月26日签署了一项条约，分割该地区。这使哈布斯堡王朝控制了约120万人口的西加利西亚和南马佐夫舍地区；普鲁士接收了波德拉希亚、马佐夫舍的其余部分和华沙，共有100万人；俄罗斯获得了剩余的土地，包括维尔纽斯和120万人。与之前的瓜分条约不同，这次没有波兰代表作为条约的缔约方。哈布斯堡王朝、俄罗斯和普鲁士迫使斯坦尼斯瓦夫国王退位并迁到圣彼得堡，1798年他在那里作为纪念性俘虏直至去世。胜利者还同意抹去该国（波兰）的名字：
鉴于有必要废除一切可能恢复波兰王国存在记忆的东西，现在这个政治体的废除已经生效……各缔约方同意并承诺永远不会在其标题中包括……波兰王国的名称或称号，将从现在起永远被压制…… 

## 后续

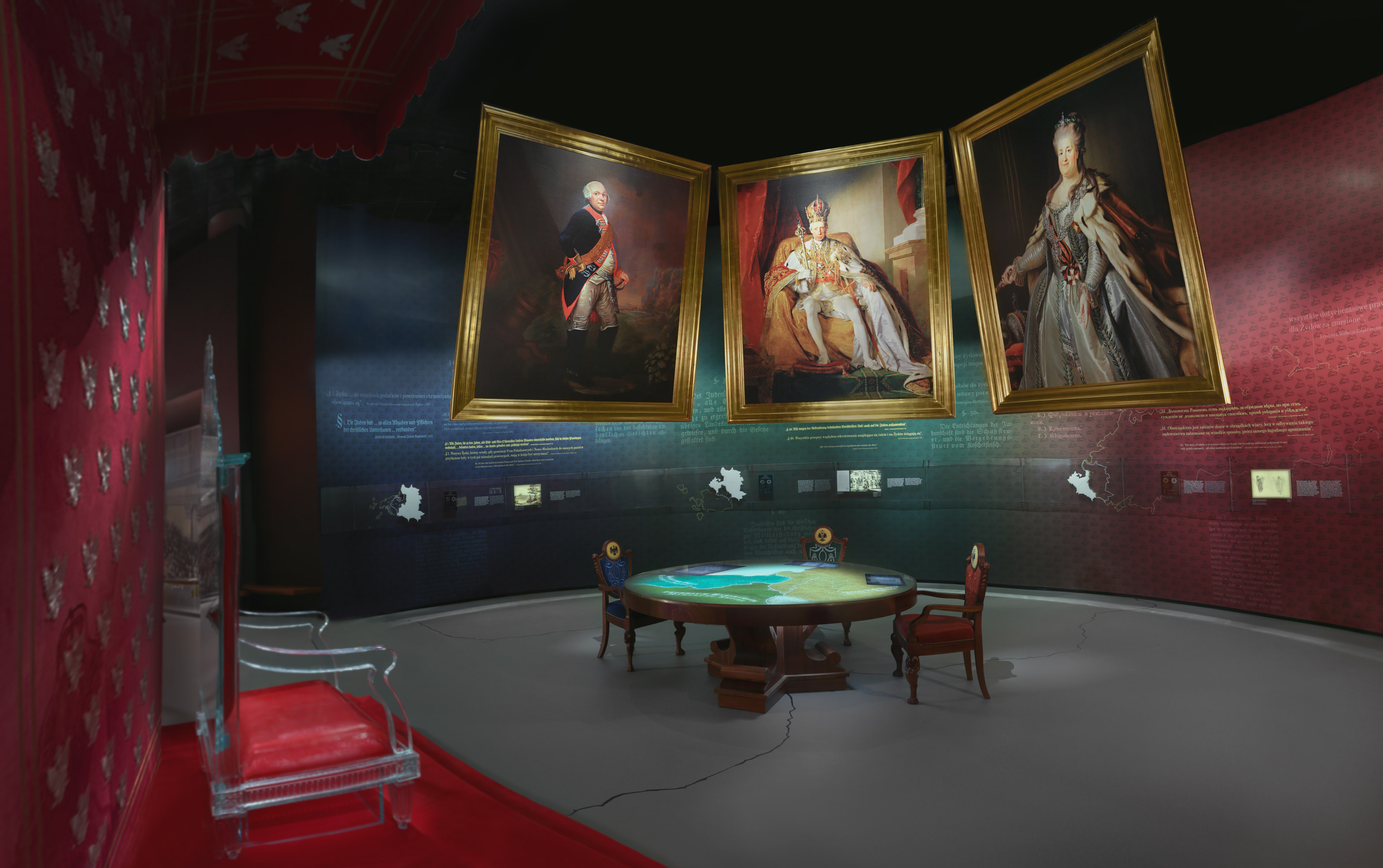
华沙波兰犹太人历史博物馆中关于瓜分波兰的内容展示

波兰-立陶宛联邦的第三次分裂结束了波兰和立陶宛在接下来123年的独立国家的存在。第三次瓜分后，占领国立即迫使许多波兰政客、知识分子和革命者移民到欧洲各地，这后来被称为大移民潮。这些波兰民族主义者参加了在前波兰土地上反对奥地利、普鲁士和俄罗斯的起义，许多人将作为波兰军团的一部分为法国服务。此外，波兰诗人和艺术家将民族自由的渴望作为波兰浪漫主义运动的一个决定性特征。1807年，拿破仑建立华沙公国，波兰短暂地恢复了半自治，但这实际上随着1815年的维也纳会议而结束，该会议创设了波兰会议王国，有时被称为会议波兰，作为俄罗斯的傀儡国家。然而，即使这样，在1831年波兰起义后也结束了，俄罗斯取消王国的大部分自治权，并对波兰民众采取了多项惩罚措施。1867年，俄罗斯使波兰成为俄罗斯帝国的一部分，而不是一个傀儡国家。波兰直到第一次世界大战结束才恢复完全独立，当时《凡尔赛条约》的签署和奥匈帝国的崩溃使波兰国家主权得以恢复。